# Les Rouies
Les Rouies sono una montagna sita nel Massiccio des Écrins, nelle Alpi del Delfinato, alta 3589 m s.l.m..

## Caratteristiche

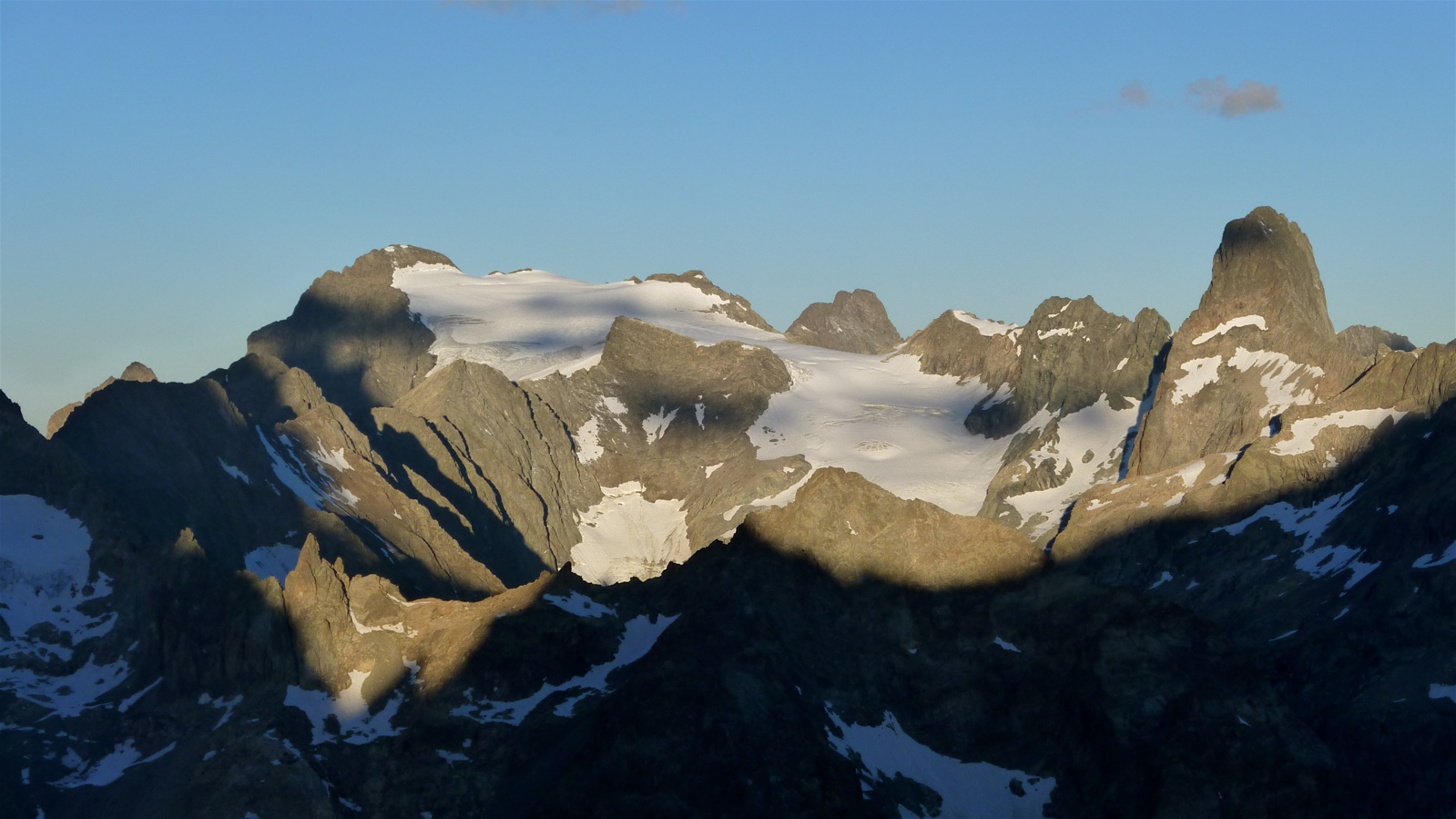
Les Rouies (a sinistra) e la Pointe du Vallon des Étages (a destra).

La montagna è collocata a nord della Valgaudemar. Dalla vetta una cresta montuosa con direzione ovest arriva al Pic d'Olan mentre una seconda cresta con direzione nord conduce alla Pointe du Vallon des Étages.

## Salita alla vetta
La prima ascensione risale al 19 giugno 1873 ad opera di Thomas Cox, Frederick Gardiner, William Martin Pendlebury e Charles Taylor, con Hans e Peter Baumann, Peter Knubel e Josef Marie Lochmatter.
Oggi la salita è riservata ad alpinisti equipaggiati ma è piuttosto facile. Percorsa la Valgaudemar si raggiunge il Refuge du Pigeonnier (2.430 m). Dopo il rifugio si sale per pietraie e pendii di neve in direzione nord con tratti talvolta ripidi. Raggiunto il Col des Rouies con un'ampia svolta verso sud-ovest si percorre il ghiacciaio fino alla cima.